# Svatý Augustin

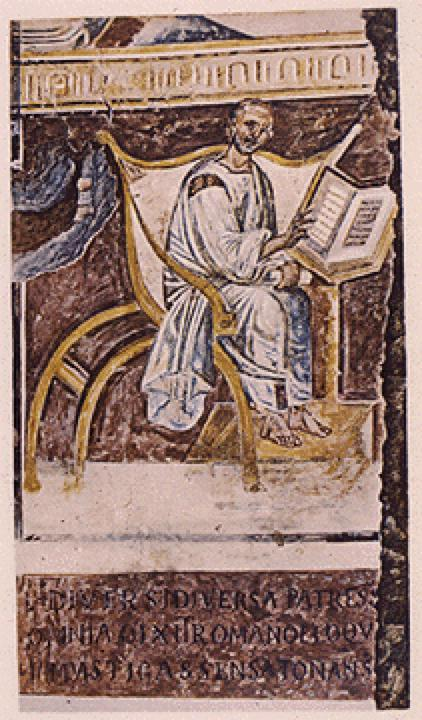
Nejstarší Augustinovo vyobrazení (Řím, bazilika sv. Jana v Lateránu, 6. stol.)

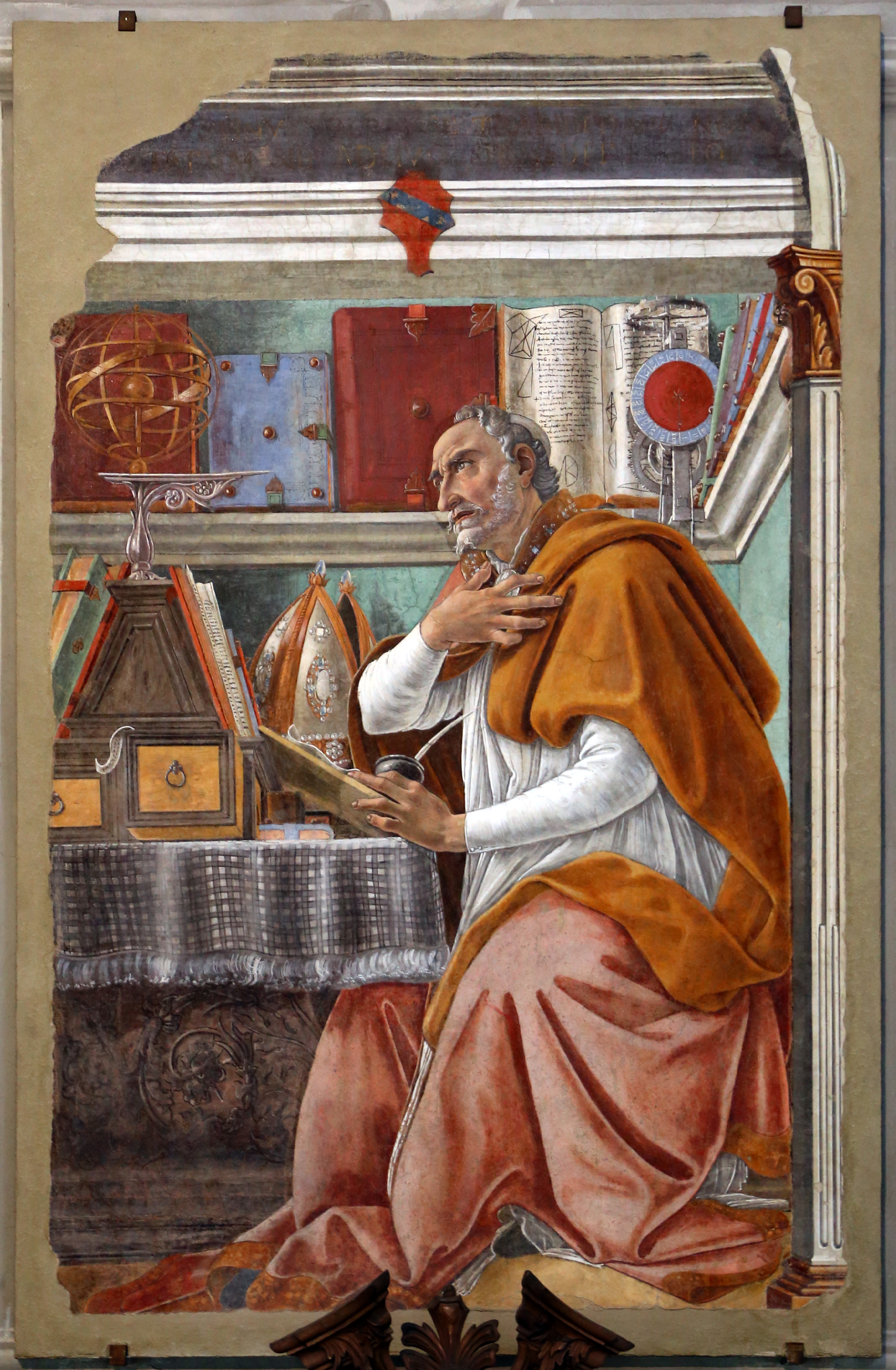
Augustin od Sandra Botticelliho (kolem r. 1480)

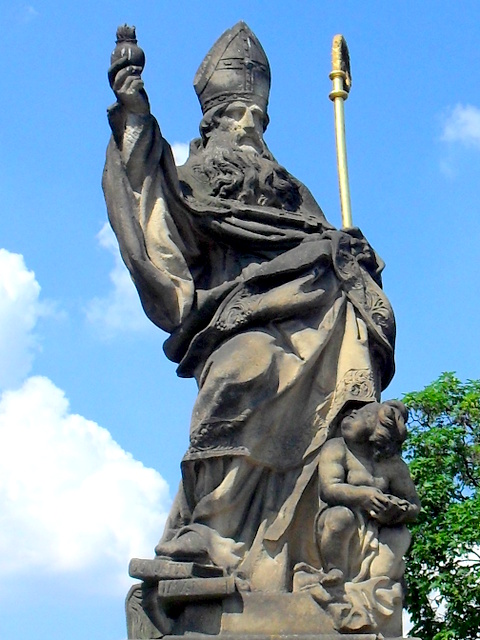
Sousoší Svatého Augustina na Karlově mostě

Svatý Augustin, též Augustin z Hippa nebo Augustin z Hippony, latinsky Aurelius Augustinus (13. listopadu 354, Thagaste, dnes Souk-Ahras v Alžírsku – 28. srpna 430, Hippo Regius, dnes Annaba v Alžírsku), byl biskup a učitel církve v období pozdního římského císařství; je svatým katolické církve, jehož svátek připadá na 28. srpna. Augustinus, zvaný též „učitel Západu“, je jeden z nejvýznamnějších raně křesťanských filozofů a teologů, představitel latinské platónsky orientované patristiky.

## Život
Díky Augustinovu spisu Vyznání, jehož prvních deset knih je jakousi duchovní autobiografií, se nám věrně zachoval obraz Augustinova života, zejména z doby před jeho obrácením. Augustin se narodil roku 354 v Thagastě v rodině pohanského římského úředníka a zbožné křesťanské matky, svaté Moniky. Jeho rodiče byli berberského původu, ale byli silně romanizováni a mluvili latinsky.
Po studiích v Thagastě a Madauře se věnoval vyučování rétoriky; v mládí žil nevázaným životem, roku 372 se mu narodil nemanželský syn Adeodatus (tj. od Boha daný). Svou mravní zkažeností velmi zarmucoval svou matku, která se neustále modlila za synovo obrácení. Ciceronův spis Hortensius jej přivedl k zájmu o filosofii: tehdy Augustin vstoupil do manichejské sekty a setrval v ní devět let. Od roku 383 vyučoval rétoriku v Římě, od roku 384 v Miláně. Po dlouhých vnitřních bojích se roku 387 nechal pokřtít milánským biskupem sv. Ambrožem. Roku 389 se vrátil do Thagaste v severní Africe, roku 390 nebo 391 přijal z rukou biskupa Valeria kněžské svěcení a roku 393 se stal ve městě Hippo Regius biskupem. Svůj život věnoval práci na rozličných teologických a filosofických spisech a péči o svou církevní obec. Zemřel během obléhání Hippa Regia Vandaly na konci srpna 430.

## Učení
V duchu novoplatonismu rozvíjel v dogmatických sporech s různými ideovými odpůrci své doby křesťanskou věrouku. Stejně jako sv. Pavel učil, že člověk je od přirozenosti neschopný konat dobré skutky (nauka o dědičném hříchu), že však určití jednotlivci jsou z milosti boží předurčeni k věčnému spasení (predestinace).[zdroj?]

### Teologie duchovního života podle sv. Augustina
Svatý Augustin rozvinul teologii duchovního života vkořeněnou v lásce, zdokonalenou moudrostí a niterně spojenou s Kristem a církví. Pro porozumění jeho učení je třeba znát jeho nauku o prvotním hříchu a milosti, jak se ukázala v jeho sporu s pelagiány.[zdroj?]
Podle pelagianismu je základem autonomie lidské svobody: Člověk byl Bohem stvořen jako bytost schopná svobodného rozhodování – tato svoboda je Božím darem a pro člověka je tak podstatná, že by bez ní nemohl existovat. Když už Bůh dal člověku tuto svobodu, nemůže zasáhnout do jeho života, aniž by ji  zrušil, a proto je člověk svým vlastním pánem, je „emancipován“ od Boha. Svobodná volba je tedy rozhodujícím faktorem, činy každého člověka vycházejí zcela z jeho vlastních rozhodnutí. Člověk je podle nich v zásadě dobrý (prvotní hřích nezasahuje do jeho života) a svobodná vůle stačí k tomu, aby jedinec sám žil bez hříchů, které jsou všechny stejně závažné (není rozdílu mezi hříchem smrtelným a všedním). Pelagiáni tak nepokládali Boží milost za princip božského života v duši nebo za sílu působící na lidské schopnosti vnitřně, ale za vnější přínos k lidskému rozhodování. Kristovo učení a jeho příklad nám pomáhají, abychom jednali dobře, ale vlastní chtění a jednání jsou v našich rukou, není zapotřebí prosebné modlitby ke smytí dědičných hříchů. Člověk může dosáhnout svatosti vlastním úsilím – a jestliže může, pak také musí. Každý dobrý skutek pochází z této závaznosti: co dobrého člověk může udělat, je povinen udělat.[zdroj?]
Odpověď svatého Augustina pelagiánům lze shrnout takto: Bůh stvořil svět a člověka z božské dobroty, člověk byl stvořen k niternému spojení v osobním svazku s osobním Bohem. Proto Bůh stvořil naše prarodiče ve stavu nevinnosti, jejich vztah k hříchu byl posse non pecare (s mocí nehřešit) a také je obdařil mimopřirozenými dary: tělesnou nesmrtelností, imunitou vůči nemoci a smrti, vlitým poznáním a dokonalou celistvostí. Přes tyto dary se člověk dopustil prvotního hříchu ne proto, že byl Boží zákaz v rozporu s jeho tužbami, ale protože je tvorem podléhajícím proměnlivosti. Kořenem hříchu byla Adamova pýcha: člověk chtěl být svým vlastním pánem, a tak byl schopen se odvrátit od svého pravého dobra, jeho rozum zahalil mrak nevědomosti, jeho láska k Bohu se změnila v lásku k sobě samému, jeho vůle se sklonila ke zlu. V důsledku tohoto pádu se dostal do stavu non posse non peccare (nemoci nehřešit), pohlavní touha se stala nejsilnějším sklonem jeho těla a byl odsouzen k smrtelnosti.[zdroj?]
Adam je otec celého lidstva a všichni lidé tedy byli v něm, když zhřešil – a všichni lidé tak zdědili jeho hřích i s následky, od prvotního hříchu je tedy lidstvo jedna velká zkáza. Člověk si sice nadále uchovává neklidnou touhu po Bohu a po dobru, ale bez Boží pomoci umí jenom hřešit, jeho svoboda k uskutečňování dobra je pryč. Ospravedlnění a spása jsou tedy výlučně Božím dílem, přičemž základní podmínkou ospravedlnění je víra v Krista, leč ta je nemožná před předchozí Boží milosti. Není to otázka lidského přijetí či odmítnutí Božího daru milosti a víry. Kdyby tomu tak bylo, všechno by nakonec záviselo na člověku a ne na Bohu. To, že člověk přijímá Boží milost, se děje díky Boží milosti.[zdroj?]

### Spor s donatisty
Známý je jeho spor s donatisty. Ti tvořili v severní Africe velmi mocnou církev, která si velmi zakládala na svém mravním rigorizmu a skutečnosti, že během pronásledování nikdy nezradila křesťanskou víru. Kritizovali jakékoli kolaborování s vládním režimem, byli sociálně reformní, velkou odezvu sklízeli především ve slabších ekonomických a společenských vrstvách. Vystupovali proti zákonům a státnímu uspořádání. Augustin s jejich názory polemizoval, především s názorem, že jen kněží, kteří se nacházejí ve stavu milosti, jsou schopni udělovat svátosti. Napětí vytvářené donatisty bylo ve společnosti velmi silné, bylo z velké části odrazem partikulárních snah místního berberského obyvatelstva. Augustin v reakci na ozbrojené akce circumelliónu (přívrženců donatistické církve z řad otroků a banditů) použil k odůvodnění ozbrojeného boje proti nim výroku z Lukášova evangelia: compelle intrare (L 14:23), přinuťte je vstoupit, čímž ospravedlňuje násilné přivádění k víře (tzv. společný ovčinec jedné víry). Tento Augustinův výklad uvedené části Lukášova evangelia, ospravedlňující násilné nucení k víře, ovlivnil nejen svou dobu, ale především celá pozdější období – jednak se tento výrok později stal součástí Gratiánova kodexu, tedy závaznou právní normou Římské říše, ve středověku, kdy Katolická církev pronásledovala křesťany jiného vyznání, pak byl velmi zneužívaným krédem pronásledovatelů a stejnou argumentaci použil i Martin Luther při svém boji proti novokřtěncům.
V díle O Boží obci Augustinus podává křesťanskou interpretaci katastrofických událostí, které v jeho době postihly římské impérium a vytváří vlastní katolickou historii světa, jejímž obsahem je boj dvou entit – časné obce pozemské a věčné obce nebeské. Pozemská říše je nedokonalá, tvořená hřešícími bytostmi, její úlohou je být místem, kde se odehrává zápas o pravé určení člověka.[zdroj?] Proto má křehký, dočasný osud a není třeba poutat se k ní srdcem. Skutečným místem, kde jsou lidé (křesťané a jejich předchůdci) občany, je říše nebeská. Existence státu pozemského je tedy nutným zlem, a stát tedy musí trvat, dokud všichni lidé nebudou přijati mezi spravedlivé. Církev má poslání dovést je k tomuto cíli. Pozemský stát v čele s křesťanskými císaři musí napomáhat církvi v tomto poslání, sloužit Kristově víře – a tak přispěje ke konečnému vítězství nebeské říše. Augustinus považoval za příslušníky Boží obce i ty stojící mimo samotnou církev, což ospravedlňovalo možnost zachování některých hodnot antické kultury v křesťanském světě.[zdroj?]
Sv. Augustin se ve svém učení také velmi věnoval otázce trojjedinosti Boha, k tomuto tématu je vázán jeden příběh z Augustinova života, kdy potkává na pláži malého chlapce, přelévajícího vodu z moře do jím postaveného jezírka. Chlapec mu říká: „Dříve já přeliji moře do tohoto jezírka, nežli Ty pochopíš toto Boží tajemství.“
Bůh je podle Augustina nejvyšším Principem a zdrojem Světla, nejvyšším, absolutním a jednotným bytím (unum), Pravdou (verum), nejvyšším Dobrem (bonum) a největší krásou (pulchrum). Svět byl stvořen z ničeho tvořivou Boží podstatou. Boží mysl v sobě obsahuje podstatné tvary veškerých věcí (na způsob idejí), které se podle těchto vzorů ve světě utvářejí. Poznat svět je možné jen skrze onu absolutní Pravdu, ke které vede cesta poznáváním sebe samého, své vlastní duše.[zdroj?]

## Zobrazení

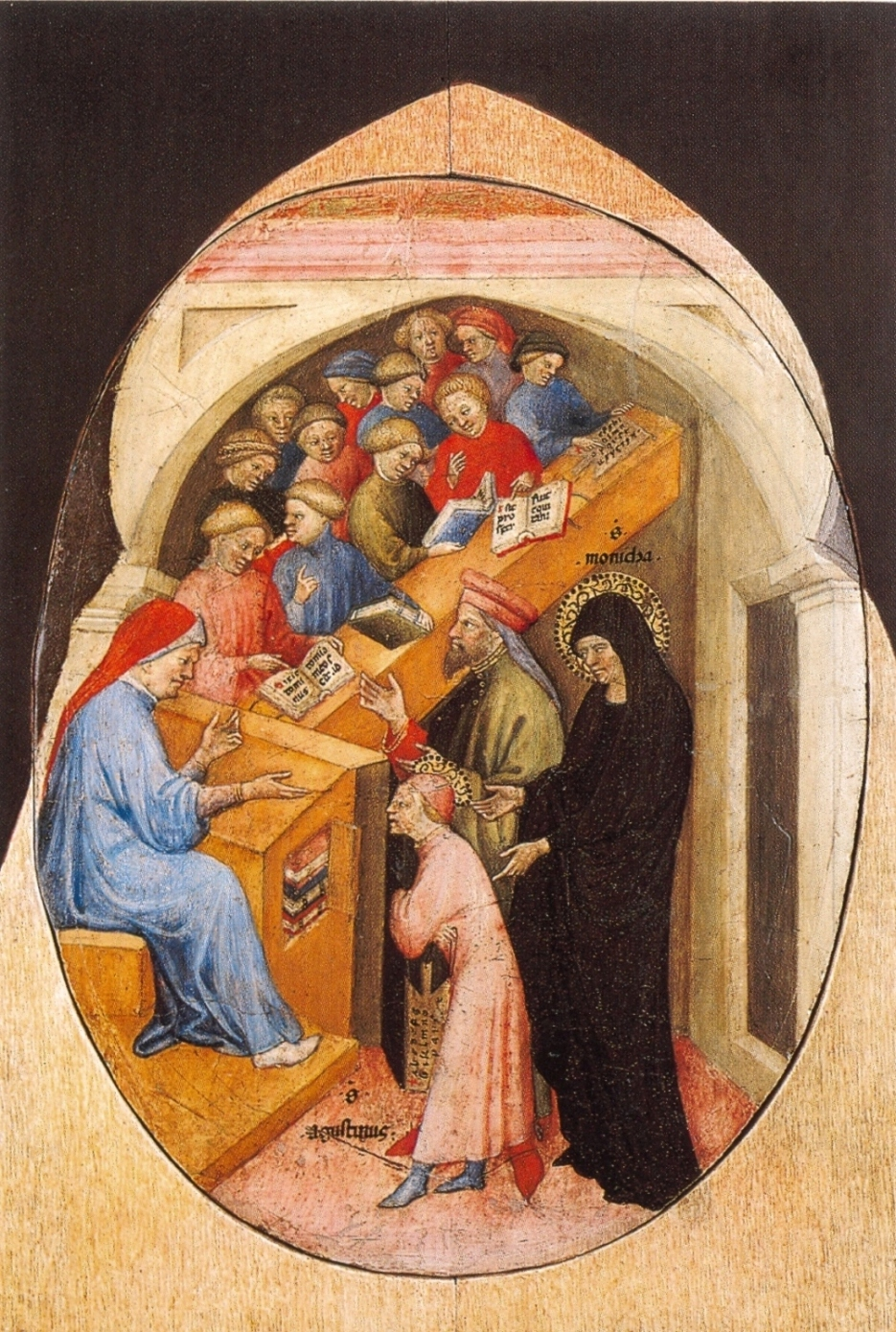
Nicolo di Pietro: Sv. Monika vede Augustina do školy (kolem 1415)

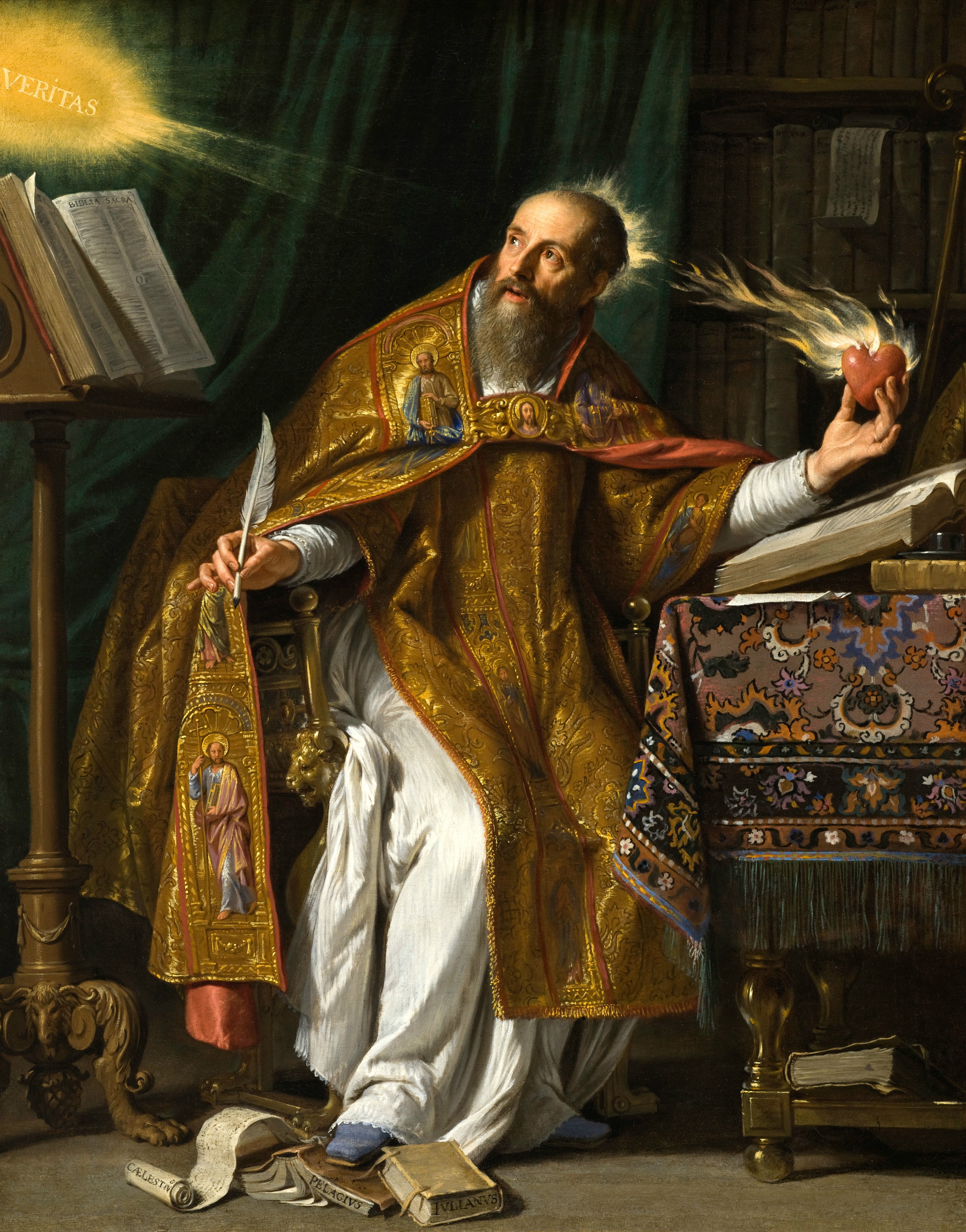
P. de Champaigne, Sv. Augustin (před 1650)

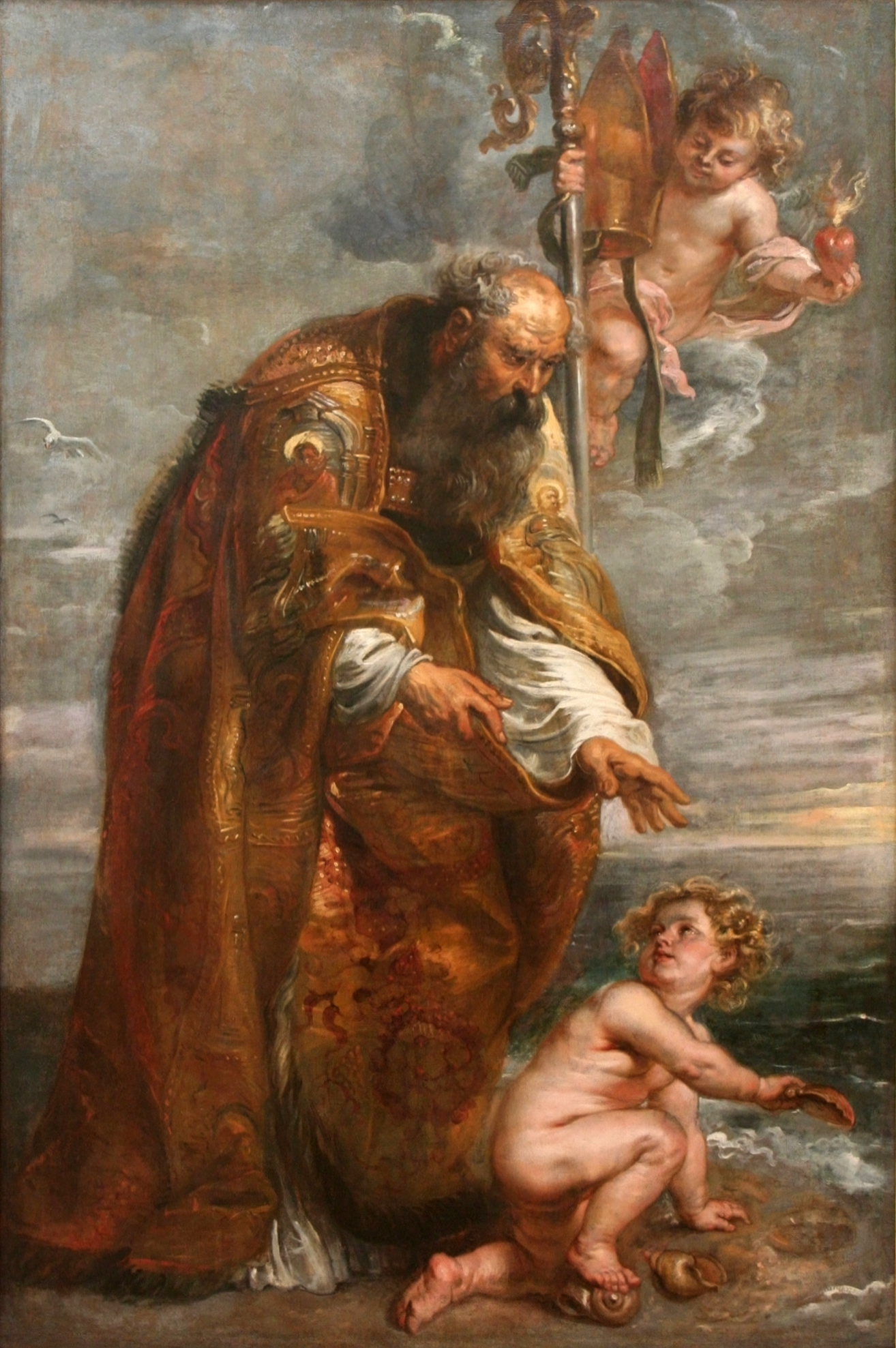
P. P. Rubens, Sv. Augustin s dítětem na mořském břehu (kolem 1637)

Sv. Augustin bývá často vyobrazován jako učenec – s knihou, psacím brkem, nebo s hořícím srdcem po boku. V jeho přítomnosti je často anděl nebo novorozenecká podoba Ježíše. Z jeho života se často zobrazuje příhoda, kterou vypravuje v knize Vyznání. Když seděl bezradný v zahradě a přemýšlel, uslyšel dětský hlas „Vezmi a čti!“. Vzal tedy Bibli a přečetl si 13. kapitolu Listu k Římanům; tím začalo jeho obrácení. Jiná často zobrazovaná příhoda je legendární. Když jednou na mořském břehu přemýšlel o Boží trojici, všiml si malého chlapce, který mušlí přeléval mořskou vodu do jamky. Augustin se zasmál a řekl mu: „Ty bys chtěl přelít moře do jamky v písku?“ A chlapec odpověděl, že snáz přelije moře do jamky než by mohl pochopit tajemství Trojice.[zdroj?]

### Známá díla zobrazující Augustina

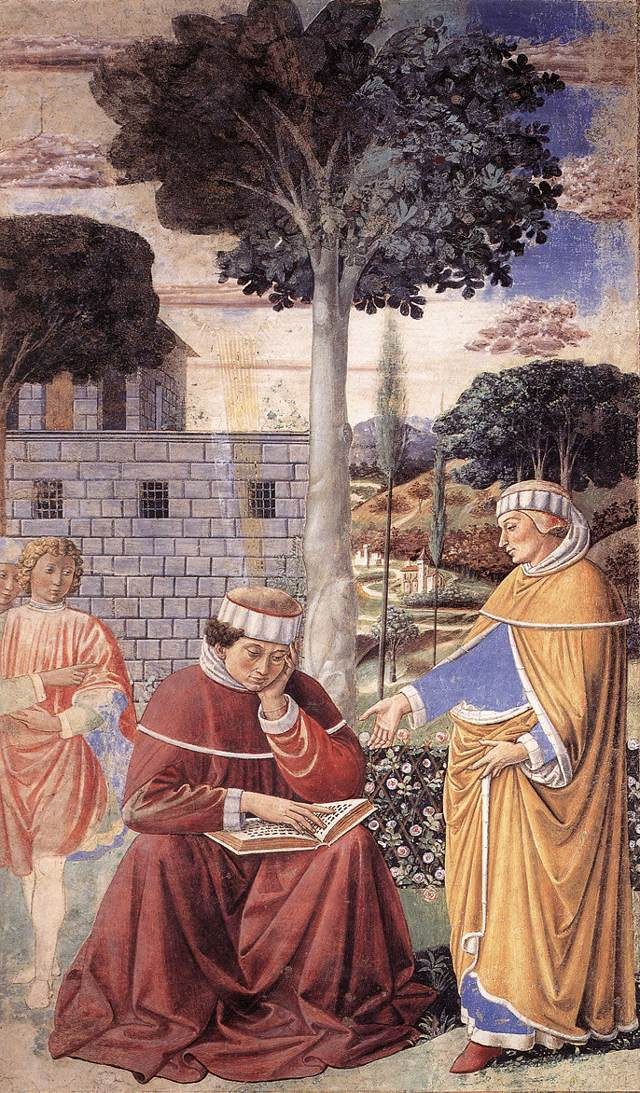
Augustin slyší dětský hlas: Tolle, lege („Vezmi a čti!“)

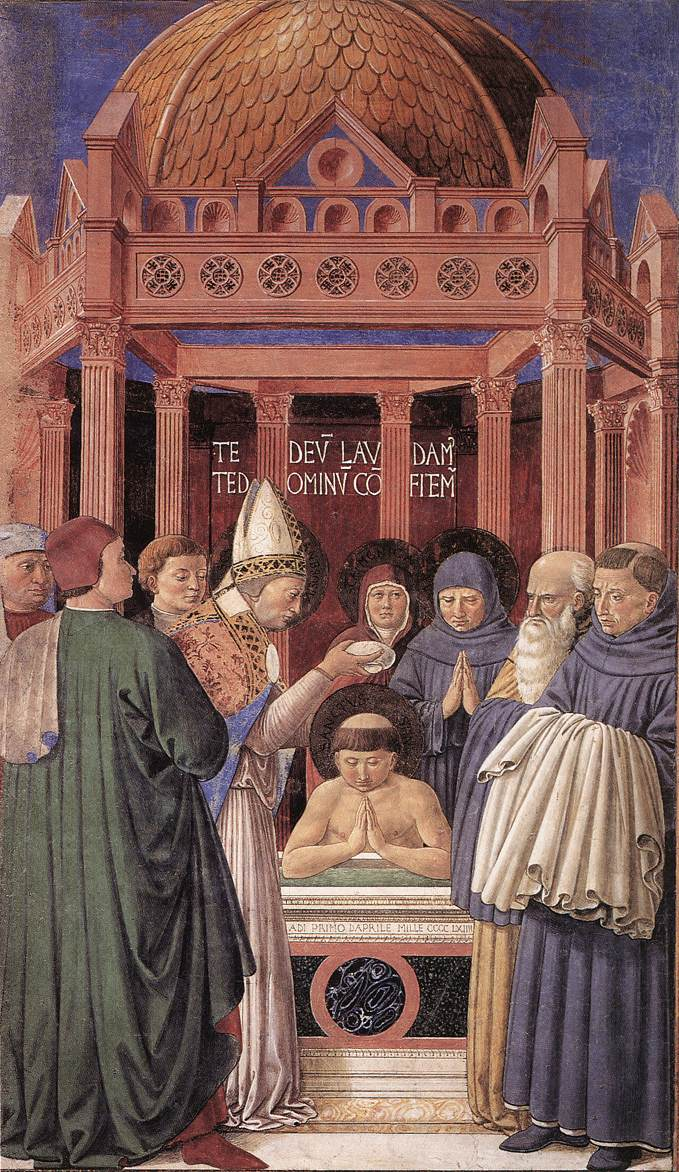
Sv. Ambrož křtí sv. Augustina

- Oltář církevních otců v Mnichově (spolu s ostatními třemi otci) od Michaela Pachera z roku 1483
- Fresky Augustina a Moniky v kostele sv. Augustina v San Gimignano od Benozza Gozzoli
- Freska v kostele Všech svatých ve Florencii od Botticelliho
- Fresky Augustina v augustiniánském kostele v Mohuči od Johanna Baptisty Enderleho z let 1771–1772

## Dílo
- De immortalite animae (O nesmrtelnosti duše) (387)
- De doctrina christiana (O křesťanském učení) (397–426)
- Confessiones (Vyznání) (397–398)
- De civitate Dei (O Boží obci) (413–426)
- De vera religione (O pravém náboženství)
- De libero arbitrio (O svobodné vůli) (386–395)
- De Trinitate (O Trojici) (400–416)
- De Musica (O hudbě) – esteticky relevantní dílo
- De Ordine – esteticky relevantní dílo
- De Pulchro et Apto – esteticky relevantní dílo

Augustin je též autorem mnoha dopisů (Epistulae).

## Politologický přínos
Ve spisu O Boží obci Augustinus představuje teorii dvou států – odraz světa idejí a smyslové skutečnosti.
- Boží stát (latinsky: civitas Dei) pochází od Ábela a vede ke Kristu a jeho církvi.[zdroj?]

| „ | Boží stát je jediným pravým, dokonalým a věčným státem. Je to obec, kterou založili dobří věřící. Tento neviditelný stát má svého pozemského představitele, své zákony a vládu, a tou je církev.[zdroj?] | “ |

- Pozemský stát (latinsky: civitas terrena) pochází od Kaina a vede k formě řecké a římské civilizace.[zdroj?]

Oproti „Božímu státu“ tento „světský stát“ neorganizuje společnost na základě víry, ale na lidské přirozenosti, je tedy vládou zla a hříchu.[zdroj?]
Takto vykreslil sv. Augustin stát jako nutné zlo, potřebné ke krocení zlého člověka.[zdroj?]

#### Primární literatura
- Augustinovy sebrané spisy v latině (a italštině)
- Starší české vydání O městě Božím
- Starší české vydání Vyznání

#### Sekundární literatura
- BROWN, Peter. Augustin z Hipponu. Překlad Martin Pokorný. Praha: Argo, 2020. 453 s. (Ecce Homo; sv. 33). ISBN 978-80-257-3318-9.
- FLOSS, Karel. Čas, dějinnost a Aurelius Augustinus. Olomouc: Univerzita Palackého, 1991.
- HOŠEK, František X. Život a spisy sv. Aurelia Augustina, biskupa hipponského. Brno: Dědictví sv. Cyrila a Metoděje, 1864.
- HOŠEK, Radislav. Aurelius Augustinus. Říman, člověk, světec. Praha: Vyšehrad, 2000.
- HRONEK, Josef. Svatý Augustin. Praha: G. Francl, 1930.
- HRUBAN, Jaroslav. Estetika sv. Augustina: příspěvek ke psychologii a vývojovému významu myšlení křesťanského. Olomouc: Matice cyrilometodějská, 1920.
- KARFÍKOVÁ, Lenka. Anamnesis: Augustin mezi Platonem a Plotinem. Praha: Vyšehrad, 2015.
- KARFÍKOVÁ, Lenka. Čas a řeč: studie o Augustinovi, Řehořovi z Nyssy a Bernardovi Silvestris. Praha: Oikoymenh, 2007.
- KARFÍKOVÁ, Lenka. Filosofie Augustinova mládí. Praha: Oikoymenh, 2016.
- KARFÍKOVÁ, Lenka. Milost a vůle podle Augustina. Praha: Oikoymenh, 2006.
- KRANZ, Gisbert. Augustin: život a působení. Kostelní Vydří: Karmelitánské nakladatelství, 1998.
- MADEC, Goulven. Aurelius Augustinus. Křesťanství jako naplnění platonismu. In: Křesťanství a filosofie. Postavy latinské tradice. Uspořádali F. Karfík, V. Němec a F. Vilím, Praha 1994.
- MACHOVEC, Milan. Svatý Augustin. Praha: Orbis, 1967; Praha: Akropolis, 22011.
- MARROU, Henri. Svatý Augustin. Řím: Křesťanská akademie, 1979.
- DE OROZCO, Alfons. Regule sv. Otce Augustina a její výklad od blah. Alfonsa z Orozka. Překlad Alois Majer. Praha: A. Majer, 1898. 118 s. Dostupné online.
- PAPINI, Giovanni. Svatý Augustin. Praha: B. Rupp, 1947.
- SCHAUBER, Vera; SCHINDLER, Hanns Michael. Rok se svatými. 2. vyd. Kostelní Vydří: Karmelitánské nakladatelství, 1997. 702 s. ISBN 80-7192-304-4.
- SLEPIČKA, Martin. Ikonografie sv. Augustina z Hippo v českém středověkém umění do roku 1420. Historica. Revue pro historii a příbuzné vědy. 2017, roč. 8, č. 1, s. 20–30. Dostupné online.
- SVOBODA, Karel. Estetika svatého Augustina a její zdroje. Brno: Masarykova univerzita 1996; Praha: Karolinum, 2000.

#### Některá česká vydání Augustinových děl
- Vyznání, přel. M. Levý, Praha: Ladislav Kuncíř, 1926, přetisk Praha: Kalich, 1990–52006.
- Vyznání, přel. O. Koupil, M. Kyralová, P. Mareš, Kostelní Vydří, Karmelitánské nakladatelství, 2015–22021.
- Vyznání I-IX, přel. J. Šubrt, Praha: Oikúmené, 2019.
- Rozhovory duše s Bohem, přel. A. P., Praha: Cyrilo-Metodějské knihkupectví Gustava Francla, 1935, 21946.
- O pořádku. O učiteli, přel. K. Svoboda, Praha: Česká akademie věd a umění, 1942, přetisk in SVOBODA, Karel. Estetika svatého Augustina a její zdroje. Brno: Masarykova univerzita, 1996, s. 179–278.
- Čtvero pojednání o křesťanském boji (O víře a vyznání víry. O křesťanském boji. O zdrženlivosti. O užitečnosti postu), přel. M. Verzich, Olomouc: Krystal, 1948.
- O Boží obci, 2 díly, přel. J. Nováková, Praha: Vyšehrad, 1950, přetisk Praha: Karolinum, 2007.
- O lži a jiné úvahy (O lži. Proti lži. O manželském dobru. O svaté nevinnosti. O dobru vdovství. O trpělivosti), přel. I. Nykel, Třebíč: Akcent, 2000.
- O milosti a svobodném rozhodování.  Odpověď Simplicianovi, přel. S. Sousedík a O. Koupil, Praha: Krystal OP, 2000.
- Křesťanská vzdělanost (orig. De doctrina christiana), přel. J. Nechutová, Praha: Vyšehrad, 2004.
- Řehole pro komunitu, přel. Vít Václav Mareček OSA a kolektiv, Kostelní Vydří: Karmelitánské nakladatelství, 2004. ISBN 80-7192-885-2.
- Katechetické spisy (O náboženském vyučování katechumenů. Kázání ke katechumenům o Vyznání víry. Vavřincova příručka o víře, naději a lásce. O křesťanském boji), přel. M. Kyralová, P. Mareš, R. Mašek a O. Koupil, Praha: Krystal OP, 2005.
- O nesmrtelnosti duše, přel. L. Karfíková, Praha: ΟΙΚΟΥΜΕΝΗ, 2013.
- O velikosti duše, přel. L. Karfíková, Praha: Vyšehrad, 2019. ISBN 978-80-7601-204-2.
- Promluvy o modlitbě Páně (Sermones 56-59A), přel. D. Vopřada. Praha: Krystal OP, 2019. ISBN 978-80-7575-051-8.
- Postní promluvy, přel. P. Koronthály a D. Vopřada. Praha: Krystal OP, 2023. ISBN 978-80-7575-146-1.